# 长脉清风藤
长脉清风藤（学名：Sabia nervosa），为清风藤科清风藤属下的一个植物种。产自中国广东省， 广西自治区，海拔850米以下的溪边、山谷、山坡林间。